# 레이캉에르

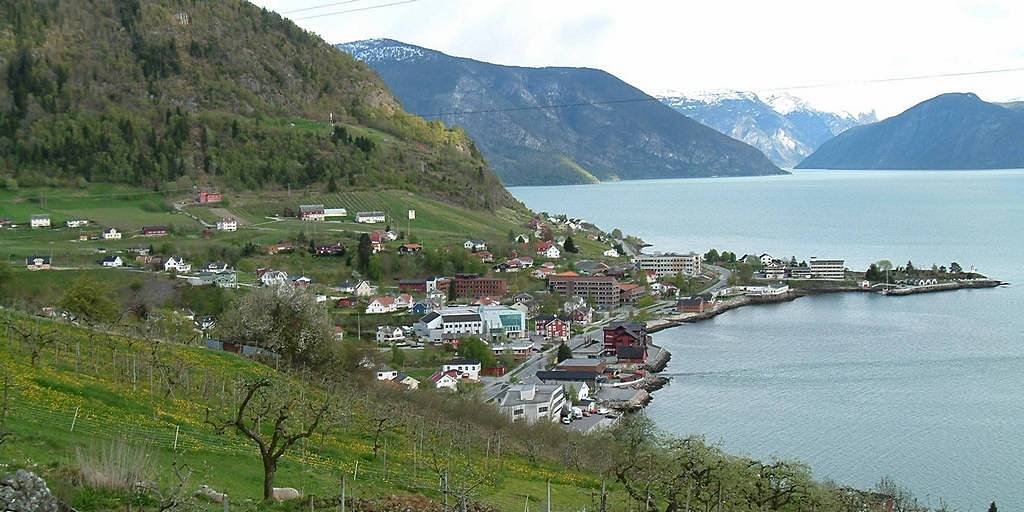
레이캉에르

송노피오라네 주에 표시된 레이캉에르의 위치

레이캉에르(노르웨이어: Leikanger)는 노르웨이 송노피오라네주에 위치한 도시로, 면적은 180.04km2, 인구는 2,182명(2010년 기준), 인구 밀도는 12.3명/km2이며 송네 피오르와 접한다.

시 문장

## 자매 도시
- 덴마크 리베